# Erich Klausener

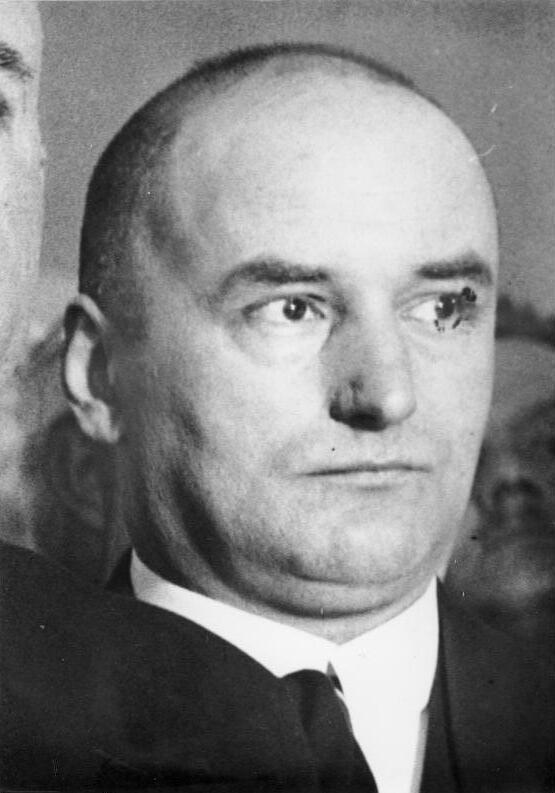
Portretfoto van Erich Klausener in 1933

Erich Klausener (Düsseldorf, 25 januari 1885 – Berlijn, 30 juni 1934) was een katholiek politicus en martelaar die is vermoord tijdens de Nacht van de Lange Messen. 

## Levensloop

### Jonge levensjaren en opleiding
Erich Klausener is geboren in een katholieke familie in Düsseldorf. Zijn, vader Peter Klausener (1844–1904), was telg van een Rijnlandse familie met wortels in het Oostenrijkse Flirsch, in het westen van deelstaat Tirol. Deze familie is verwant met het Belgische geslacht Cluysenaar. Zijn moeder Elisabeth Bisenbach (1864–1944) kwam uit Düsseldorf, uit een familie van notabelen. Klausener volgde het gymnasium in zijn geboortestad en studeerde daarna rechten aan de universiteit van Bonn, Berlijn en Kiel. In 1911 behaalde hij zijn doctorstitel in Würzburg op het gebied van arbeidsrecht, in het bijzonder het recht op oprichting van vakbonden en werkgeversverenigingen. 

### Carrière
Klausener werd vanaf 1906 aangesteld als ambtenaar bij het Pruisische ministerie van Handel. Tijdens de Eerste Wereldoorlog diende hij in het Duitse leger als ordonnansofficier, aanvankelijk in België en Frankrijk, later ook aan het oostfront. Hij ontving twee keer het IJzeren Kruis voor zijn verdiensten aan het front. Na de Eerste Wereldoorlog vervulde hij in Kreis Adenau en Recklinghausen de functie van landraad en was daarmee hoogste gezagvoerder van de twee Landkreise. In Adenau is Klausener betrokken geweest bij de planning van de bouw van de Nürburgring. In Recklinghausen stond hij bekend om zijn sociaal engagement, waardoor hij door zijn tegenstanders (onterecht) werd bestempeld als rood of links. 
Vanaf 1926 diende hij voor het Pruisische ministerie van Binnenlandse Zaken. Daar stond hij aan het hoofd van de afdeling die verantwoordelijk was voor de leiding over justitie. Klausener stond uitgesproken kritisch tegenover extreme politieke ideologieën. Met name paramilitaire organisaties, zoals de communistische Roter Frontkämpferbund (RFB) en de nationaalsocialistische SA, werden onder zijn leiding bestreden. Als gezicht van de Katholieke Actie, een politieke beweging die secularisering moest tegengaan, nam hij sinds 1928 regelmatig deel aan demonstraties en acties tegen antiklerikalistische bewegingen, zoals de arbeidersbeweging of de vrijdenkerij. Jaarlijkse demonstraties beschouwde Klausener als een middel om de zichtbaarheid van katholieken in de Duitse samenleving te verhogen.

### Moord
Na de Machtergreifung in 1933 keerde hij zich tegen de NSDAP. Op 24 juni 1934 hield hij een toespraak tijdens een katholieke conferentie, waarin hij niet alleen openlijk stelling nam tegen tegen het antikerkelijke beleid van het Naziregime, maar ook tegen uitsluiting van bevolkingsgroepen. Op 30 juni 1934 werd hij op bevel van Reinhard Heydrich in zijn kantoor doodgeschoten door de SS. 

## Herinneringscultuur
Na de Tweede Wereldoorlog en de val van het Derde Rijk werd in Berlijn een monument opgericht ter ere van Klausener. Hierna volgden diverse andere monumenten en gedenkplekken in heel Duitsland. Diverse straten, pleinen en scholen dragen zijn naam. In Düsseldorf ligt verder een Stolperstein ter nagedachtenis van hem. De Katholieke Kerk in Duitsland erkent Klausener sinds 1999 als martelaar. Zijn naam is opgenomen in de Duitse Martyrologie van de 20e eeuw. Hij is echter niet zalig verklaard.